# Épineuil
 Épineuil  es una comuna y población de Francia, en la región de Borgoña, departamento de Yonne, en el distrito de Avallon y cantón de Tonnerre.
Su población en el censo de 1999 era de 604 habitantes. Forma parte de la aglomeración urbana de Tonnerre.
Está integrada en la Communauté de communes du Tonnerrois .

## Demografía
| 339 | 412 | 475 | 526 | 597 | 604 |
| Para los censos de 1962 a 1999 la población legal corresponde a la población sin duplicidades (Fuente: INSEE [Consultar]) |     |     |     |     |     |